# Guillaume Morrissette
Pour les articles homonymes, voir Morrissette.
Ne doit pas être confondu avec Guillaume Morissette.
Guillaume Morrissette, né à Hull (Québec) le 2 octobre 1975, est un polymathe canadien originaire de la province de Québec, auteur de romans policiers primés par la critique. En plus d'être musicien, scénariste, conférencier, consultant, entrepreneur et enseignant, il milite activement pour l'acceptation de la douance chez l'enfant.

## Biographie
Alors que son père fait des études à Ottawa en ingénierie, Guillaume nait en 1975 à l'hôpital Sacré-Cœur de Hull, à la frontière québéco-ontarienne. Il passe ensuite une partie de son enfance dans le nord du Québec, notamment dans les villages d'Eastmain (1979), de Caniapiscau (1980-1982) et de Keyano (1982-1984). C'est à l'âge de six ans que les premiers signes de douance se manifestent chez Guillaume. Il complétera deux années scolaires en une seule et démontre dès lors un intérêt marqué pour la science.
En 1984, la famille s'établit à Trois-Rivières. Des études collégiales en sciences pures et appliquées (1992-1994) confirment le penchant de Guillaume pour les mathématiques. Il développe à la même époque un intérêt marqué pour la musique et commence à faire des prestations dans les clubs et les festivals de la région mauricienne. Sa vocation pour l'enseignement naît en 1996 lorsqu'il est sélectionné par le programme des Moniteurs de langue du Canada pour aller passer une année au Nouveau-Brunswick en assistance dans deux écoles primaires. Il y enseignera les mathématiques, la musique et les échecs. À son retour du Nouveau-Brunswick, il entame des études en mathématiques-informatique à l'Université du Québec à Trois-Rivières. Au bout de deux ans, il abandonne le baccalauréat pour se consacrer au piano et à la guitare.
En 1999, avec l'aide financière d'un ami, il enregistre près de Montréal un album comprenant 10 chansons dont il signe les textes et la musique. Sa courte carrière musicale culmine en mars 2000 avec la première partie de l'artiste Nicola Ciccone au théâtre Granada, à Sherbrooke. Il continuera de faire des prestations aléatoires pendant quelques années, mais ne vivra jamais de sa musique. En 2001, il retourne à l'UQTR, cette fois en administration des affaires avec l'intention d'obtenir un deuxième cycle, qu'il complète avec succès en 2005 à l'université de Sherbrooke avec l'obtention d'un M.Sc. en finances. Il devient également membre de la société Mensa Canada.

## Carrières
Dès 2005, Guillaume Morissette est embauché par les universités de Sherbrooke et de Trois-Rivières pour donner des charges de cours en mathématiques financières. De 2005 à 2007, il partagera ses semaines entre Trois-Rivières et Montréal, où il travaille comme spécialiste en mathématiques pour la conception de logiciels financiers complexes. À la suite de la naissance de jumeaux, il s'installe définitivement à Trois-Rivières. Il recevra en 2013 le Prix d'excellence en enseignement, plus haute distinction remise à un chargé de cours. En août 2013 est publié son premier roman, La Maison des vérités, qui obtient un succès critique favorable. C'est cependant la sortie de L'Affaire Mélodie Cormier, en mars 2015, qui fait de Guillaume Morrissette un auteur qui compte parmi les écrivains de polars québécois. Le roman est primé plusieurs fois et une adaptation linguistique est éditée en Europe francophone. En plus de donner des charges de cours et de parcourir les salons du livre, Guillaume donne des conférences et fait de l'expertise financière pour des litiges matrimoniaux en cour civile.
En janvier 2018, un reportage à grande diffusion au Québec fait état de sa douance.
En octobre 2020, en pleine pandémie, il crée la Caravane Littéraire, entreprise qui accueille des auteurs québécois et sillone les villes de l'Est du Canada pour distribuer des livres.

## Œuvre

### Romans

#### SérieInspecteur Héroux
1. L’Affaire Mélodie Cormier, Laval, Saint-Jean Éditeur, 11 mars 2015, 400 p. (ISBN 9782894558416)[3]
2. Terreur domestique, Laval, Saint-Jean Éditeur, 16 mars 2016, 380 p. (ISBN 9782897580797)[4]
3. Des fleurs pour ta première fois, Laval, Saint-Jean Éditeur, 22 mars 2017, 460 p. (ISBN 9782897582791)[5]
4. Deux Coups de pied de trop, Laval, Saint-Jean Éditeur, 21 mars 2018, 368 p. (ISBN 9782897584658)[6]
5. Le Tribunal de la rue Quirion, Laval, Saint-Jean Éditeur, 20 mars 2019, 392 p. (ISBN 9782897586713)[7]
6. Conduite dangereuse, Laval, Saint-Jean Éditeur, 20 octobre 2021, 408 p. (ISBN 9782898271472)
7. Une mémoire de lion, Laval, Saint-Jean Éditeur, 25 septembre 2024, 406 p.  (ISBN 9782898278105)

#### SérieAntoine Déry et Emma Teasdale
1. Quand je parle aux morts, Laval, Saint-Jean Éditeur, 14 octobre 2020, 504 p. (ISBN 9782897589691)
2. Le Dernier Manège, Laval, Saint-Jean Éditeur, 18 octobre 2022, 416 p. (ISBN 9782898273872)

#### Autres romans
- La Maison des vérités, Laval, Saint-Jean Éditeur, 20 août 2013 (ISBN 9782894556634)[8]
- L'’Oracle et le Revolver, Laval, Saint-Jean Éditeur, 3 octobre 2018, 360 p. (ISBN 9782897585280)[9]
- Le Poids des années, Laval, Saint-Jean Éditeur, 27 septembre 2023, 432 p. (ISBN 9782898275722)

## Prix et mentions notables (littérature)
- Prix du premier roman policier, Société du roman policier de Saint-Pacôme, 2015 pour l'Affaire Mélodie Cormier[10]
- Prix du Coup de cœur du jury, Club de lecture de Saint-Pacôme, 2015, pour l'Affaire Mélodie Cormier[10]
- Finaliste au Prix des nouvelles voix de la littérature, Salon du livre de Trois-Rivières, 2016, pour l'Affaire Mélodie Cormier (gagnant: David Goudreault, La bête à sa mère)[11]
- Prix des lecteurs, Salon du livre de Trois-Rivières, 2016[12]
- Finaliste au Prix canadien Arthur-Ellis du roman policier, Crime Writers of Canada, 2016, pour l'Affaire Mélodie Cormier (gagnant: Luc Chartrand, L'affaire Myosotis) [13]
- Prix québécois de l'AQPF-ANEL du meilleur roman catégorie 13 ans + pour l'Affaire Mélodie Cormier[14]
- Finaliste au Prix littéraire Gérald-Godin 2017, pour Terreur domestique (gagnante: Nadine Poirier) [15]
- Finaliste au Prix canadien Arthur-Ellis du roman policier, Crime Writers of Canada, 2017, pour Terreur domestique (gagnante: Marie-Ève Bourassa, Red Light, tome 1, Adieu Mignonne) [16]
- Prix des lecteurs, Salon du livre de Trois-Rivières, 2017[17]
- Prix des lecteurs, Salon du livre de Trois-Rivières, 2018 [17]
- Prix littéraire Gérald-Godin 2018 pour Des fleurs pour ta première fois[18]
- Finaliste au Prix du roman policier, Société du roman policier de Saint-Pacôme, 2018, pour Deux coups de pied de trop (gagnant: Jean-Jacques Pelletier, Deux balles et un sourire) [19]
- Prix des lecteurs, Salon du livre de Trois-Rivières, 2019[20]
- Finaliste au Prix canadien Arthur-Ellis du roman policier, Crime Writers of Canada, 2019, pour Deux coups de pied de trop (gagnant: Hervé Gagnon, Adolphus) [21]
- Prix du Coup de cœur du public, Société du roman policier de Saint-Pacôme, 2019, pour le Tribunal de la rue Quirion[22]
- Finaliste au Prix canadien Arthur-Ellis du roman policier, Crime Writers of Canada, 2020, pour Le Tribunal de la rue Quirion (gagnante: Andrée A. Michaud, Tempêtes) [23]
- Finaliste au Prix littéraire Gérald-Godin 2021, pour Quand je parle aux morts (gagnant: Samuel Senéchal)[24]
- Prix des lecteurs, Salon du livre de Trois-Rivières, 2022[25]
- Finaliste au Prix canadien du roman policier francophone, Crime Writers of Canada, 2022, pour Conduite dangereuse (gagnant: Patrick Senécal, Flots)[26]

- Prix des lecteurs, Salon du livre de Trois-Rivières, 2023
- Prix des lecteurs, Salon du livre de Trois-Rivières, 2024
- Prix des lecteurs, Salon du livre de Trois-Rivières, 2025
- Prix canadien du roman policier francophone, Crime Writers of Canada, 2025, pour Une mémoire de lion